# Стојко Друшковић
Стојко Друшковић (XIV век — XV век) био је сликар из Дубровника.

## Биографија
Стојко Друшковић је ступио 1389. у службу Дубровачке Републике. 1390. добио је кућу и дућан уз обавезу да држи у служби једног мајстора штитара и шкрињара. 1397 обавезао се да ће осликати дрвени свод над креветом Милутину Прибојевићу. Стојко се последњи пут помиње 1426, године.